# 普羅托波皮夫卡 (別利亞耶夫卡區)
46°36′27″N 30°39′36″E / 46.60750°N 30.66000°E
普羅托波皮夫卡（烏克蘭語：Протопопівка）是位於烏克蘭西南部的村莊，由敖德萨州敖德萨区的烏薩托韋市鎮負責管轄。該村始建於1839年，面積2.95平方公里，海拔高度9米，2001年人口425，人口密度每平方公里144.07人。